# Пиеро II Злочестия
Пиеро II ди Лоренцо де Медичи Глупавия или Злочестия (на италиански: Piero II de’ Medici, Piero di Lorenzo de' Medici, il Fatuo o lo Sfortunato; * 15 февруари 1472, Флоренция, Флорентинска република; † 28 декември 1503, река Гариляно при Минтурно) от фамилията Медичи, е владетел на Флоренция от 1492 до 1494 г.

## Произход
Той е най-възрастният син и наследник на Лоренцо Великолепни (* 1449; † 1492), банкер, де факто владетел на Флорентинската република, най-могъщият и ентусиазиран покровител на ренесансовата култура в Италия, и на съпругата му Клариса Орсини (* ок. 1453; † 1487). Има девет братя и сестри:
- Лукреция Мария Ромола (* 1470, † 1553), съпруга на Якопо Салвиати.

- братя-близнаци († 1471 след раждане).
- Мария Магдалена Ромола (* 1473; † 1519, Рим), съпруга на Франческо „Франческето“ Чибо.
- Контесина Беатриче († 1474 като бебе).
- Джовани (* 1475, † 1521), известен като папа Лъв X.
- Луиза Контесина Ромола, нар. Луиджа (* 1477, † 1488), годеница на Джовани де Медичи „Пополано“.
- Контесина Антония Ромола (* 1478; † 1515), пфалцграфиня като съпруга на Пиеро Ридолфи.
- Джулиано (* 1479, † 1516), херцог на Немур, господар на Флоренция и генерален капитан на Църквата.

## Биография

### Младежки години и образование
Въпреки че е обучаван от детството си да наследи баща си като господар на Флоренция и ръководител на семейната банка. Той е отгледан заедно с по-малкия си брат Джовани, бъдещ папа Лъв X, и братовчед си Джулио, бъдещ папа Климент VII. Въпреки многото забележителни учители, избрани за него – първо Аньоло Полициано и след това Бернардо Микелоци, Пиеро доказва, че няма талант за подобни роли, липсва му харизма и има арогантен и недисциплиниран характер. По-късно 31-годишният Полициано умира от отравяне от арсеник, много вероятно по нареждане на Пиеро, на 24 септември 1494 г., поради близкото му приятелство с фанатичния доминикански монах Джироламо Савонарола. Пиеро също постоянно се кара с братовчедите си Лоренцо и Джовани, двамата синове на Пиерфранческо де Медичи Стари, които са и по-възрастни и по-богати от него.
По време на посещението на владетеля на Болоня Джовани I Бентивольо във Флоренция през 1485 г. младият Пиеро е критикуван от промедическия политик Николо Микелоци за прекалено богатите си дрехи, които биха могли да събудят раздразнение у другите флорентински високопоставени лица. През следващите години (1486 – 1492) младият Медичи посреща кардинал Джулиано дела Ровере от името на баща си и през 1489 г. отива като посланик в Милано по случай брака на младия херцог Джан Галеацо Мария Сфорца и Изабела Арагонска.
През 1486 г. чичото на Пиеро Бернардо Ручелай преговаря Пиеро да се ожени за тосканската благородничка Алфонсина Орсини и го замества в сключването на брака чрез пълномощник. Пиеро и Алфонсина се запознават през 1488 г. и имат поне три деца.

### Управление (1492 – 1494)

#### Дипломатически провали и вътрешни кризи
След смъртта на баща си на 8 април 1492 г. Пиеро поема управлението на града много лесно, както се случва с Лоренцо след смъртта на баща му Пиеро ил Готозо през 1469 г. Въпреки че Лоренцо Великолепни не е бил де юре принц, а просто обикновен гражданин на град Флоренция, Съветът на седемдесетте – най-важният управителен орган на града, създаден от неговите последователи, признава де факто управлението на Медичите и, след смъртта на Лоренцо, проправя пътя на неговия син Пиеро към властта. Той е назначен за Аccopiatore в нарушение на редовната минимална възраст и по този начин получава ключова роля при попълването на държавни служби. Така харизмата и способностите, с които баща му е упражнявал контрол над политическия живот на Флоренция, са от полза за Пиеро – 21-годишен младеж, лишен от каквито и да било способности или политическа чувствителност. Доказателството за некадърността си владетелят дава няколко месеца след издигането си на власт. Той напразно се опитва да постигне съюз с Родриго Борджия, който току-що се е възкачил на папския престол като папа Александър VI, по повод пътуването му до Рим през ноември 1492 г., за да му отдаде почит. Папата не обръща внимание на предложението за брак между дъщеря му Лукреция Борджия и брата на Пиеро, Джулиано, херцог на Немур. Преговорите за брак на брат му с Лаура Орсини, вероятно незаконната дъщеря на папа Александър VI, също се провалят.
Още по-вредна е вътрешната му политика: показният политически клиентелизъм предизвиква различни заговори във Флоренция, от които най-изненадващ организираният от неговите братовчеди, членове на т нар. Пополани – кадетска линия на Медичите. По тази причина те са изгонени от града през пролетта на 1494 г.
Що се отнася до културната политика, насърчавана от неговите предци, Пиеро се откроява с безразличието, което показва към всяка форма на култура. Въпреки че не е невежа, младият Медичи не поддържа добри отношения с художниците, покровителствани от баща му, сред които по-специално Микеланджело Буонароти. Говори се, че той оказва толкова малко внимание на любимия художник на баща му, че му нарежда по време на големия снеговалеж на 20 януари 1494 г. да създаде снежна статуя. Все пак той се занимава с поезия, събира ценни ръкописи и успешно се грижи за възраждането на болната банка на Медичите. Политическият нюх, от друга страна, не е една от силните му страни. Така между 1492 и 1494 г., когато кралят на Франция Шарл VIII подготвя война срещу Кралство Неапол, Пиеро се оказва в капан на династичното си взаимоотношение с Орсини. Чрез тях той е обвързан с Неапол, докато се изправяшсрещу французите и срещу обсадения милански регент Лудовико Сфорца, който ги повиква в страната.

#### Идване на Шарл VIII
След кратък период на относително спокойствие крехкият мирен баланс между италианските държави, старателно изграден от Лоренцо Великолепни, се срива с решението на френския крал Шарл VIII да пресече Алпите с армия, за да завладее Кралство Неапол, върху което се хвали с наследствени права (1494 г.). Кралят е привлечен в Италия от Лудовико Сфорца (Лудовико ил Моро), бивш регент на Милано, като начин да изгони племенника си Джан Галеацо Сфорца и да го замени като херцог на Милано. Всички италиански държави гледат с голямо безпокойство на слизането на толкова голяма армия към полуострова.
След като урежда нещата в Милано, Шарл VIII се придвижва към Неапол. Във Флоренция всички погледи са приковани към това как Пиеро би се държал с госта, който като цяло не е враждебен, но е доста обременяващ. Кралят трябва да премине през Тоскана, както и да остави войски там, за да осигури комуникационните си линии с Милано. Докато армията му наближава Тоскана, той изпраща пратеници във Флоренция, за да помоли Пиеро да подкрепи искането му за Неапол и да позволи на армията му да премине. Пиеро чака пет дни, преди да отговори, че Флоренция ще остане неутрална. Това е неприемливо за краля, който възнамерява да нахлуе в Тоскана, като започне с крепостта Фивицано, която той ограбва и брутално избива.
Пиеро се опитва да окаже съпротива, но получава малка подкрепа от членовете на флорентинския елит, попаднали под влиянието на фанатичния доминикански свещеник Джироламо Савонарола. Дори братовчедите му Лоренцо и Джовани, се съюзяват с краля, като му изпращат съобщения, за да обещаят своята подкрепа и средства.
Когато френската армия навлиза в териториите на Флорентинската република, за да не отприщи война, може би загубена от самото начало, Пиеро е принуден да се предаде, на което не поставя никакви условия и приема всичко, което Шарл VIII поиска. До края на октомври той не е успял да спечели никаква подкрепа за Флоренция и без да се консултира с управляващата Синьория (градският орган на самоуправление), решава да посети краля в лагера му и да се опита да спечели приятелството му. По време на срещата им Пиеро се съгласява с всичките му искания, включително предаването на четири крепости в стратегически и гранични зони: Сардзана, Пиетрасанта, Сардзанело и Либрафрата, както и на градовете Пиза и Ливорно. По този начин французите в края на октомври получават свободно преминаване в земята на Тоскана.
Когато Пиеро се връща във Флоренция, за да докладва на Синьорията, той е посрещнат с обществен гняв. Появата му пред Синьорията, придружен от няколко въоръжени мъже, с което той иска да оправдае провалената си спасителна акция, кара чашата да прелее. Хронистите, които са най-враждебни към Медичите, съобщават как Пиеро би коленичил пред краля, целувайки обувките му; може би това е новина от пренебрежение, но тя е достатъчна да възпламени флорентинската тълпа.

### Изгнание

#### Прогонване
Брат Джироламо Савонарола (бивш враг на Медичите) и партията против Медичите дълго време чакат искрата, която да предизвика народен бунт, култивиран и чрез пламенните проповеди на доминиканския монах. Флорентинците се вдигат на бунт на 9 ноември 1494 г., разграбват Палацо Медичи на ул. „Ларга“, и възстановяват Флорентинската република, коригирана в смисъл на по-голямо народно присъствие и изразена теокрация от Савонарола (например Исус Христос е обявен за единствен крал на Флоренция). По този повод статуята Юдит и Олоферн от Донатело е извадена от фонтан в Двореца на Медичите и е тържествено поставена на Пиаца дела Синьория като символ на тиранията, прогонена от народа.
Вследствие на бунта основният клон на семейство Медичи е заточен. Самият Пиеро трябва да напусне града. Второстепенният клон на Медичите, застанал на страната на бунтовниците, е отзован в родината си и взима името Пополано, за да се разграничи от омразните роднини (Лоренцо ил Пополано и брат му Джовани може би искат да спечелят гражданите и самите те да бъдат избрани за господари на града). Медичите живеят в изгнание почти 18 години чак до 1512 г., когато градът е принуден да се предаде от Джовани де Медичи, който през 1513 г. е избран за папа Лъв X, укрепвайки властта на семейството.

#### Изгнание и смърт
Пиеро и семейството му намират убежище първо в Болоня, а след това във Венеция, благодарение на намесата на френския дипломат Филип дьо Комин. Те се издържат, като продават бижутата на Медичите, събрани от Лоренцо де Медичи.
След няколко години, през които той се опитва да влезе във Флоренция със сила, разчитайки ту на Сиена, ту на Венеция, ту на французите, през 1501 г. Пиеро е назначен за губернатор на Касино и неговия район от краля на Франция Луи XII. По този начин той се оказва въвлечен във войните между испанците и французите за контрола над Кралство Неапол и заедно с това – над феода Монтекасино.
Грешката на Пиеро, когато се опитва да се завърне, е че се съюзява с чуждестранните врагове на Флорентинската република, като Чезаре Борджия, така че насърчава единството на флорентинците и това кара да го мразят още повече. Освен това френският крал Луи XII не толерира неговото завръщане, защото желае да включи Флоренция в своята клиентела в борбата за Италия между Севера и Юга. Флорентинците зависят от благоволението на краля.
След като френските войски са победени в битката при Гариляно през декември 1503 г., Пиеро иска да избяга на южния бряг на река Гариляно, като вземе ценна артилерия на безопасно място. Той товари лодката, на който иска да прекоси реката с хората си, с четири оръдия. От голямото тегло и силния насрещен вятър лодката се преобръща, при което 31-годишният Пиеро се удавя в реката на територията на Минтурно. Тялото му е открито няколко дни по-късно близо до Гаета в устието на реката.
Той е погребан в църквата на Абатство „Монтекасино“ (отляво зад олтара, в хора), чийто абат е брат му, кардинал Джовани де Медичи (бъдещ папа Лъв X). Известно време по-късно бъдещият папа Климент VII, тогава все още кардинал, негов братовчед, поръчва гробницата му на Франческо да Сангало, разположена вътре в базиликата на абатството и завършена през 1539 г.

## Брак и потомство
∞ 25 февруари 1487 г. в Неапол (договор), март 1488 във Флоренция за Алфонсина Орсини (* 1472; † 7 февруари 1520, Флоренция), дъщеря на Роберто Орсини, граф на Талякоцо и Албе, гранд конетабъл на Неаполитанското кралство, и на втората му съпругата Катерина Сансеверино от Неапол, от която има двама сина и две дъщери:
- Лоренцо II де Медичи (* 12 септември 1492, Флоренция; † 4 май 1519, Вила Медичи ди Кареджи, Флоренция) е от 1516 г. владетел на Флоренция, от 1516 г. херцог на Урбино; ∞ 2 май 1518 г. в Замъка на Амбоаз за Маделин дьо ла Тур д'Оверн (* 1495, † 28 април 1519), дъщеря на Жан IV дьо ла Тур д'Оверн, граф на Оверн, на Лораге, господар на Ла Тур, и Жана дьо Бурбон-Вандом, от която има една дъщеря. бъдещата френска кралица Катерина де Медичи;
- Клариса де Медичи (* 14 септеври 1493, † 5 май 1528), ∞ 1508 за флорентинския банкер Филипо Строци Млади (* 1489, † 1538), от когото има 10 деца.
- Луиза де Медичи (* февруари 1494)
- Козимо де Медичи († млад)

От документите за кръщението става ясно, че той е имал и друга дъщеря, вероятно извънбрачна, защото е родена твърде близо до Лоренцо:
- Мария де Медичи (* януари или февруари 1492)

- Алфонсина Орсини,
 съпруга (вероятен портрет)
- Лоренцо II, 
син
- Клариса,
 дъщеря

Пиеро има много любовници. Една от тях е прочутата куртизанка Катерина Гонзага от Новелара, която след това става за кратко метреса на крал Фердинандо II Арагонски и за по-дълго на краля на Франция Шарл VIII.